# Verona-Villafrancas flygplats
Verona-Villafrancas flygplats (IATA: VRN, ICAO: LIPX) (även: Valerius Catullus flygplats) (italienska: Aeroporto di Verona-Villafranca) är en internationell flygplats belägen 10 km sydväst om Verona i Italien. Flygplatsen ligger intill motorvägarna A4 och A22. Flygplatsen betjänar de mer än 4 miljonerna invånare i provinserna Verona, Brescia, Mantua och Trentino-Alto Adige.
Den är en fokusflygplats för flygbolagen Meridiana, Neos och Volotea.